# Kumna (Núbia)
Kumna, Kumma erődje a Nílus második zuhataga felett 35 km-re állt az egyiptomi középbirodalom korától egészen addig, míg Egyiptom befolyási övezetének számított Núbia. Az irodalom gyakran Kelet-Szemna néven említi, mert korabeli neve nem ismert, és Szemna erődjének túlparti párja. Az eredeti neve talán valami hasonló lehetett, mivel Hnum és Dedun isteneknek szentelt templomot találtak benne. Ez a két erőd ellenőrizte a második zuhatagnál a folyamot, valamivel lejjebb helyezkedett el a Szemnával egy oldalon lévő Buhen. Kumna a folyókanyar által alkotott félszigeten állt, kisebb méretű volt, mint a másik oldali erőd. Ez nyilván a hajózási útvonal miatt volt, hiszen a kanyar külső ívén hajóztak, a belső íven kevesebb ellenőrizni való volt, és kisebb eséllyel érhette támadás. Szemnát és Kumnát egy időben építtette III. Szenuszert, mivel ez a szűkület jelentős stratégiai pont volt.
1813-ban Johann Ludwig Burckhardt fedezte fel, majd George Andrew Reisner végzett ásatásokat az 1924–1928 közti szezonokban. A Nasszer-tó feltöltésével Szemna és Buhen víz alá került, míg Kumna egy része ma egy kisebb szigeten található, a lentebb fekvő Hnum-templomot a Szudáni Nemzeti Múzeumban építették újjá. A kumnai erődben középbirodalmi vízmércéket találtak, amelyeknek az értelmezése a mai napig vitatott, mert nehezen korrelálhatók az adatok Egyiptom többi részével. Reisner megfejtése az volt, hogy a közép- és újbirodalom közti időszakban egy nagy sziklafal leomlott Kumna alatt, ezért mértek korábban nagyon magas áradásokat, míg Jean Vercoutter szerint a kanyar után gát volt a középbirodalom idején. A kérdés a mai napig nem zárható le.

## Fordítás
- Ez a szócikk részben vagy egészben  a   Kumma (Nubien) című német Wikipédia-szócikk ezen változatának fordításán alapul.  Az eredeti cikk szerkesztőit annak laptörténete sorolja fel. Ez a jelzés csupán a megfogalmazás eredetét és a szerzői jogokat jelzi, nem szolgál a cikkben szereplő információk forrásmegjelöléseként.